# Mentaxya
Mentaxya là một chi bướm đêm thuộc họ Noctuidae.